# Липомеланотический ретикулёз
Липомеланоти́ческий ретикулёз (синонимы: синдром По́трие—Воренже́, липомеланотический гиперпластический ретикулит, липомеланотическая лимфаденопатия, пигментированная лимфогранулема с распространенными кожными явлениями, доброкачественный гиперпластический ретикулогистиоцитоз с меланодермией, лимфаденическая эритродермия, дерматопатическая лимфаденопатия, дерматопатический лимфаденит) — неспецифическая доброкачественная реактивная ретикулярная гиперплазия (увеличение) поверхностных лимфатических узлов, сопровождающая различные хронические болезни кожи.
Липомеланотический ретикулёз, или дерматопатопатический лимфаденит, отражает сущность патологического процесса, который не является истинным ретикулёзом.

## Этиология
Причинами развития липомеланотического ретикулёза являются различные хронические дерматозы, особенно протекающие с явлениями эритродермии и сопровождающиеся упорным зудом. Так, липомеланотический ретикулёз наблюдается у больных эритродермией, развившейся при рецидивах экземы, нейродермита, красного плоского лишая, псориаза, а также при упорном распространенном зуде, грибковом микозе.
Развитие липомеланотического ретикулёза связывают с проникновением в лимфатические узлы меланина. При развитии этого процесса в пораженной коже активизируются меланофаги и усиливается транспортировка меланина по лимфатическим сосудам в регионарные узлы. Происхождение жировых веществ, обнаруживаемых в лимфатических узлах, остается неясным.

## Клиническая картина
В наибольшей степени страдают подмышечные и шейные лимфатические узлы. При локализации дерматоза на нижних конечностях липомеланотический ретикулёз ограничивается пахово-бедренной областью. С другой стороны, липомеланотический ретикулёз может проявляться полиаденопатией. Глубокие лимфатические узлы в процесс не вовлекаются. Лимфатические узлы увеличиваются до размеров 3—4 см в диаметре, плотные, безболезненные, друг с другом не спаиваются и не нагнаиваются. С разрешением причинного дерматоза аденопатия подвергается обратному развитию. Ряд авторов отмечает как характерный признак липомеланотического ретикулёза — повышенную пигментацию кожного покрова, подчеркивая параллелизм её развития с отложением меланина в лимфатических узлах.

## Диагностика и дифдиагностика
Диагноз основывается на клинических проявлениях, обязательно подтвержденных тканевым исследованием лимфатических узлов. Липомеланотический ретикулёз дифференцируют с лимфогранулематозом , фолликулярной лимфомой Брилла—Симмерса и специфическим поражением лимфатических узлов при грибковом микозе. Для липомеланотического ретикулёза характерна сохранность структуры и капсулы лимфатических узлов и интенсивное поглощение меланина и липидов ретикулярными клетками, для лимфогранулематоза — клетки Березовского—Штернберга, для грибкового микоза — «микозные» клетки. Ретикулярные клетки при липомеланотическом ретикулёзе обычно крупнее, чем опухолевые клетки грибовидного микоза.

## Лечение и профилактика
Лечение и прогноз зависит от характера дерматоза, на фоне которого развился липомеланотический ретикулёз (экзема, нейродермит, псориаз). Профилактика состоит в своевременном лечении дерматозов.